# CLS (команда)
CLS (от англ. clear screen) — команда, используемая интерпретаторами командной строки command.com и cmd.exe в DOS, Digital Research FlexOS, IBM OS/2, Microsoft Windows и ReactOS, чтобы очистить экран или окно консоли от команд и любого вывода, генерированного ими. Однако эта команда не очищает историю команд пользователя. Также доступна в операционной системе DEC RT-11, в эмуляторе DOSBox с открытым исходным кодом и в оболочке EFI. В других средах, таких как Linux и Unix, та же функциональность обеспечивается командой clear.

## История
Команда доступна в MS-DOS версии 2 и новее. Хотя основные истоки использования трёхсимвольной команды CLS в целях очистки экрана, вероятно, предшествовали использованию Microsoft, эта команда присутствовала до её использования MS-DOS, во встроенных диалектах ROM BASIC, которые Microsoft писала для ранних 8-разрядных микрокомпьютеров (например, TRS-80 Color BASIC), где она служила той же цели. Диалекты BASIC для MS-DOS, написанные Microsoft, BASICA и GW-BASIC, также имеют команду CLS в качестве ключевого слова, как и различные реализации BASIC, не относящиеся к Microsoft, такие как BBC BASIC на компьютерах BBC Micro. Команда CLS также присутствует в версиях BASIC для Microsoft Windows, однако она обычно очищает текст, напечатанный в форме, а не всё окно или элементы управления в форме.
Команда CLS появилась как команда очистки экрана во многих других диалектах BASIC и интерпретаторах командной строки из-за того, что она известна благодаря включению в MS-DOS. Software Link PC-MOS включает реализацию CLS. Как и остальная часть операционной системы, она находится под лицензией GPL v3. DR-DOS 6.0 также включает реализацию команды CLS.